# Окіґуті Макото
Окіґуті Макото  (яп. 沖口 誠, 22 листопада 1985) — японський гімнаст, олімпійський медаліст.

## Виступи на Олімпіадах
| Олімпіада  | Дисципліна       | Місце             |
| ---------- | ---------------- | ----------------- |
| Пекін 2008 | абсолютний залік | 86 (кваліфікація) |
| Пекін 2008 | командний залік  | 2                 |
| Пекін 2008 | вільні вправи    | 20 (кваліфікація) |